# Isser Jehuda Unterman
Isser Jehuda Unterman (hebr. ‏איסר יהודה אונטרמן‎, ur. 1886 w Brześciu Litewskim, zm. 26 stycznia 1976 w Jerozolimie) – izraelski rabin, aszkenazyjski naczelny rabin Izraela w latach 1964–1973. 

## Życiorys
Syn Elijahu i Szajny. Jego ojciec był nauczycielem. Jego przodkiem był m.in. rabin Jom-Tow Lipmann Heller. W młodości uczęszczał do jesziwy w Mirze oraz do jesziwy wołożyńskiej, gdzie otrzymał smichę. Był uczniem m.in. rabina Szymona Szkopa.
Został mianowany rosz jesziwą jesziwy w Wiszniewie, następnie pracował jako rabin w kilku innych miejscowościach. W latach 1921–1924 był naczelnym rabinem Grodna. W 1924 roku wyjechał do Wielkiej Brytanii, gdzie został mianowany naczelnym rabinem Liverpoolu, gdzie otworzył także jesziwę. Był zagorzałym syjonistą, działaczem i prezesem brytyjskiego oddziału organizacji Mizrachi.
W 1946 roku został wybrany aszkenazyjskim naczelnym rabinem Tel Awiwu. Podczas pracy w Tel Awiwie był odpowiedzialny m.in. za założenie dwóch koleli. Był autorem responsów i innych publikacji. W 1964 roku został wybrany aszkenazyjskim naczelnym rabinem Izraela.
Zmarł w 1976 roku, został pochowany na cmentarzu żydowskim na Górze Oliwnej.